# Zawory (Tatry)
Zawory (niem. Zawory-Pass, Riegelpass, słow. Závory, węg. Zawory-hágó) – przełęcz w bocznej grani tatrzańskiej, odchodzącej od grani głównej w Gładkim Wierchu (grzbiet Liptowskich Kop). Przełęcz oddziela wierzchołek Gładkiego Wierchu od Cichego Wierchu. Przez szerokie siodło przełęczy przechodzi oznaczony kolorem czerwonym szlak turystyczny z Doliny Wierchcichej na Gładką Przełęcz oraz dochodzi tu szlak oznaczony kolorem zielonym z Dolinki Kobylej. Jeszcze w latach siedemdziesiątych XX wieku też zielony szlak prowadził na przełęcz Liliowe (obecnie przejście dla turystów jest zabronione). Poprzez połączenia z innymi szlakami, przełęcz Zawory nadal stanowi wygodne połączenie Doliny Koprowej z Doliną Cichą.
Wcześniej Zawory były trasą często używaną przez turystów. Przez przełęcz prowadziły ścieżki z Doliny Gąsienicowej przez Liliowe, Wyżnią Koprową Przełęcz nad Popradzki Staw w Dolinie Mięguszowieckiej, z Doliny Pięciu Stawów Polskich do Doliny Koprowej i Doliny Cichej oraz z Hali Gąsienicowej przez Liliowe, Zawory i Wrota Chałubińskiego albo Gładką Przełęcz i Opalone nad Morskie Oko w Dolinie Rybiego Potoku.
Przejście przez przełęcz było znane góralom od dawna. Pierwsze odnotowane przejście turystyczne – Albrecht von Sydow z przewodnikami w 1827 r., zimą – Mieczysław Karłowicz, Roman Kordys, Mariusz Zaruski 27 lutego 1908 r..
Panorama widokowa z Zaworów obejmuje niewielki tylko wycinek Tatr Zachodnich i Wysokich, ale ma oryginalny układ i duże deniwelacje. Walery Eljasz-Radzikowski pisał o niej w 1884 r.: „Słynie w świecie ten widok, i kto go raz stąd przy pogodzie oglądał, nie zapomni nigdy”.

## Szlaki turystyczne
– czerwony szlak biegnący z Doliny Cichej Liptowskiej na przełęcz, a z niej na Gładką Przełęcz.
- Czas przejścia od szlaku żółtego w Dolinie Cichej na Zawory: 2:20 h, ↓ 1:40 h
- Czas przejścia z Zaworów na Gładką Przełęcz: 15 min w obie strony

  – zielony szlak od Rozdroża pod Hlińską w Dolinie Koprowej i biegnący Dolinką Kobylą na przełęcz. Czas przejścia: 1:35 h, ↓ 1:15 h.